# トム・ケイン (声優)
トム・ケイン（Tom Kane, 1962年4月15日 - ）は、アメリカ合衆国の男性声優。カンザス州オーバーランドパーク出身。

## 人物
15歳から声優として活動し、2万を超える作品に出演。アメリカでトップの声優を自称している。
カリフォルニア州にホームスタジオを所有している。
2020年12月に、脳卒中を患っていることを自身のFacebookを通し、娘が発表した。

## 出演作品

### テレビアニメ
1995年
- アイアンマン（H.O.M.E.R）

1996年
- アイアンマン（センチュリー（3代目））
- 超人ハルク（H.O.M.E.R）

1997年
- ジョニー・ブラボー（ベリー）
- スパイダーマン（ドクター・ドゥーム）

1998年
- パワーパフガールズ（ユートニウム博士、カレ、トーキングドッグ、ニュースキャスター、警官、男2）
- ワイルド・ソーンベリーズ（ダーウィン・ザ・チンパンジー）

2000年
- ジョニー・ブラボー（チップ）
- スペースレンジャー バズ・ライトイヤー（兵士）

2002年
- キム・ポッシブル（モンキー・フィスト）
- トータリー・スパイズ!（チャド）

2003年
- KND ハチャメチャ大作戦（サイモン）
- スター・ウォーズ クローン大戦（ヨーダ）
- ダック・ドジャース（ワルター）

2004年
- ビリー&マンディ（キャプテン・スペース・ヘファー）
- フォスターズ・ホーム（ミスター・ヘリマン、アナウンサー、警備員2、他）

2005年
- アバター 伝説の少年アン
- ジミー・ニュートロン 僕は天才発明家!（ディーン・ケイン）
- ティーン・タイタンズ（ボブ）
- ビリー&マンディ（ユートニウム博士）
- フォスターズ・ホーム（警官、ジョー・アイスシャレード、他）

2006年
- ベン10（アメティモス、ドノヴァン・グランドスミス、アークティグワナ）
- ロボット・チキン（OPナレーター）

2007年
- ロボット・チキン（ナレーター）
  - スター・ウォーズ/ロボットチキン エピソード1 （C-3PO）

2008年
- ウルヴァリン・アンド・ジ・X-メン（マグニートー、Dr. エイブラハム・コーネリウス、ソーントン教授）
- スター・ウォーズ/クローン・ウォーズ（ヨーダ、ナレーター、ウルフ・ユラーレン、他）
- ロボット・チキン（OPナレーター）
- スター・ウォーズ/ロボットチキン エピソード2（ヨーダ）

2009年
- ロボット・チキン（ブラック・マンタ、映画予告のナレーション）

2010年
- スター・ウォーズ/ロボットチキン エピソード3（ヨーダ、アナウンサー）

2011年
- アベンジャーズ 地球最強のヒーロー（ウルトロン）
- LEGO スター・ウォーズ パダワン・メナス（ヨーダ、ナレーター、ヤウン元老院議員、アクバー提督）
- ロボット・チキン（モーガン）

2012年
- LEGO スター・ウォーズ エンパイア・ストライクス・アウト（ヨーダ、ナレーター）

2013年
- LEGO スター・ウォーズ:ヨーダ・クロニクル（ヨーダ、クワイ＝ガン・ジン、ナレーター）

2014年
- パワーパフガールズ:ダンスパンツにご用心！（ユートニウム博士）

2015年
- LEGO スター・ウォーズ:ドロイド・テイルズ（ヨーダ、クワイ＝ガン・ジン、ナレーター）

2017年
- スター・ウォーズ 反乱者たち（ウルフ・ユラーレン、ストームトルーパー）
- スター・ウォーズ/フォース・オブ・デスティニー（ヨーダ）

2021年
- スター・ウォーズ: バッド・バッチ（ナレーター）

### 劇場アニメ
2002年
- パワーパフガールズ ザ・ムービー（ユートニウム博士）

2003年
- ラグラッツのGOGOアドベンチャー（ダーウィン）

2007年
- シュレック3（警備員）

2008年
- スター・ウォーズ/クローン・ウォーズ（ヨーダ、ナレーター、ウルフ・ユラーレン）

2009年
- 9 〜9番目の奇妙な人形〜（ディクテーター）

### OVA
2001年
- スクービー・ドゥーのサイバー・チェイス（ロバート・カウフマン教授）

2002年
- パワーパフ・ガールズ ファイト・ビフォア・クリスマス（ユートニウム博士）

2008年
- ネクスト・アベンジャーズ: 未来のヒーローたち（トニー・スターク/アイアンマン、ウルトロン）

### ゲーム
1999年
- スター・ウォーズ エピソード1/ファントム・メナス（C-3PO、イラン・マック、スライド・パラミタ）

2002年
- スターウォーズ クローン戦争（ヨーダ）
- スター・ウォーズ ジェダイ・スターファイター（C-3PO）
- スター・ウォーズ ローグ スコードロン3（C-3PO、ヨーダ）

2004年
- スター・ウォーズ バトルフロント（アクバー提督、ヨーダ）

2005年
- SHADOW OF ROME（ナレーター）
- スター・ウォーズ エピソード3/シスの復讐（ヨーダ、C-3PO）
- スター・ウォーズ バトルフロントII（ヨーダ）

2006年
- スター・ウォーズ エンパイア・アット・ウォー（C-3PO）
- ファイナルファンタジーXII（ハルム・オンドール4世）

2008年
- スター・ウォーズ/クローン・ウォーズ（ヨーダ、ナレーター）

2009年
- バットマン アーカム・アサイラム（ジェームズ・ゴードン）

2010年
- コール オブ デューティ ブラックオプス（正樹武雄）

2011年
- MARVEL VS. CAPCOM 3 Fate of Two Worlds（マグニートー）
- バットマン アーカム・シティ (クインシー・シャープ)

2015年
- スター・ウォーズ バトルフロント（アクバー提督）
- ディズニー インフィニティ3.0（ヨーダ、アクバー提督）

2016年
- レゴ スター・ウォーズ/フォースの覚醒（アクバー提督、ヨーダ）

2017年
- スター・ウォーズ バトルフロントII（ヨーダ、アクバー提督）

### テレビドラマ
- コスビー・ショー（ニュースキャスター）
- チーム・ナイトライダー（ダンテの声）
- Who's the Boss?（アナウンサー）

### 映画
1988年
- ディスタント・サンダー（ラジオの声）

1995年
- Wish Me Luck（スコット）

1998年
- ハロウィンH20（ドクター・ルーミスの声）

2000年
- ドラキュリア（ニュースキャスター）

2005年
- A Distant Thunder（ラジオの男の声）

2009年
- The Old Man and the Seymour（ナレーター）

2010年
- スマーフ（ナレータースマーフ）

2013年
- スマーフ2 アイドル救出大作戦!（ナレータースマーフ）

2017年
- スター・ウォーズ/最後のジェダイ（アクバー提督の声）

### オリジナルビデオ
2000年
- ゴッド・アーミー 聖戦（天使の声）

2003年
- ドラキュリアII 鮮血の狩人（アニメの医者の声）

2005年
- ドラキュリアIII 鮮血の十字架（EBCのニュースキャスター）

### その他
- 第78回アカデミー賞授賞式（アナウンス）
- 第80回アカデミー賞授賞式（アナウンス）
- 第83回アカデミー賞授賞式（アナウンス）
- スター・ツアーズ:ザ・アドベンチャーズ・コンティニュー（アクバー提督）